# 謝韋爾斯卡亞區

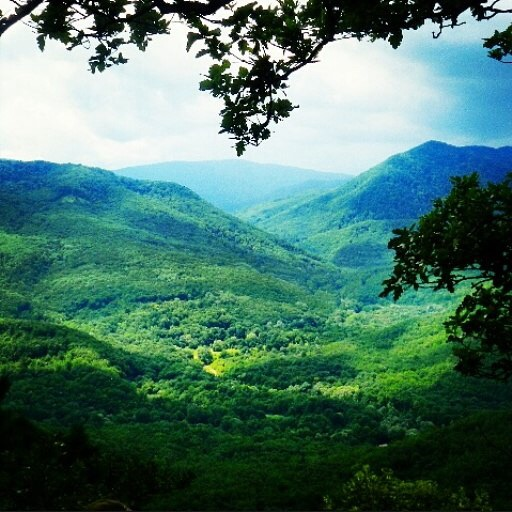

44°51′20″N 38°40′46″E / 44.85556°N 38.67944°E
謝韋爾斯卡亞區（俄语：Северский район），是俄羅斯的一個區，位於該國西南部，由克拉斯諾達爾邊疆區負責管轄，面積2,122平方公里，2010年人口112,942，人口密度每平方公里53.22人。